# 1-й Курьяновский проезд
Пе́рвый Курья́новский прое́зд — улица, расположенная в Юго-Восточном административном округе города Москвы на территории района Печатники. Начинается от Первой Курьяновской улицы, пересекает 2-ю, 3-ю и 4-ю Курьяновские улицы, после чего поворачивает на восток на 90º и через некоторое расстояние переходит в Батюнинскую улицу.

## История
Первый Курьяновский проезд был образован в 1956 году. Название связано с бывшей деревней Курьяново, вошедшей в состав Москвы. Деревня же, предположительно, получила название от фамилии владельца.

## Застройка
На Первом Курьяновском проезде сохранилась малоэтажная застройка посёлка Курьяновской станции аэрации (архитекторы В. Н. Бровченко, Ю. С. Бочков, инженер Р. С. Фейгельман и другие; начало 1950-х годов).